# Karel II van Croÿ
Karel van Croÿ, genummerd als Karel II of soms Karel I (31 juli 1522 - Quiévrain, 24 juni 1551) was de oudste zoon en erfgenaam van de veldheer Filips II van Croÿ. 
Hij trouwde in 1541 met Louise, de dochter van Claude van Guise, en vervolgens in 1549 met Antoinette van Bourgondië, dochter van Adolf van Bourgondië. Beide huwelijken bleef kinderloos.
In 1551 werd hij vermoord in zijn kasteel te Quiévrain, waarna alle titels en heerlijkheden naar zijn jongere broer Filips III van Croÿ gingen.